# Premiership Rugby (2008/2009)
English Premiership 2008/2009 – dwudziesta druga edycja Premiership, najwyższego poziomu rozgrywek w rugby union w Anglii. Organizowane przez Rugby Football Union zawody odbyły się w dniach 6 września 2008 – 16 maja 2009 roku, a tytułu bronił zespół London Wasps.
Rozgrywki toczyły się w pierwszej fazie systemem ligowym w okresie jesień-wiosna, a czołowa czwórka awansowała do półfinałów. Tytuł mistrzowski zdobył zespół Leicester Tigers.

## Faza grupowa
| 6 września 200814:30 | London Irish                                                       | 26:14(13:0) | London Wasps                                                                      | Twickenham Stadium Londyn Widzów: 52087 Sędzia: Andrew Small |
| 6 września 200814:30 | Chris Halaʻufia 5 (P) Peter Hewat 16 (2pd 4K) Richard Thorpe 5 (P) | 26:14(13:0) | Eoin Reddan 5 (P) Jeremy Staunton 2 (pd) Mark van Gisbergen 2 (pd) Tom Rees 5 (P) | Twickenham Stadium Londyn Widzów: 52087 Sędzia: Andrew Small |
| 6 września 200814:30 | Chris Halaʻufia                                                    | 26:14(13:0) |                                                                                   | Twickenham Stadium Londyn Widzów: 52087 Sędzia: Andrew Small |

| 6 września 200817:00 | Saracens                                                     | 21:24(6:8) | Harlequins                                                                            | Twickenham Stadium Londyn Widzów: 52087 Sędzia: Wayne Barnes |
| 6 września 200817:00 | Adam Powell 5 (P) Glen Jackson 11 (pd 3K) Neil de Kock 5 (P) | 21:24(6:8) | David Strettle 5 (P) Nick Evans 11 (pd dg 2K) Ugo Monye 5 (P) Waisea Luveniyali 3 (K) | Twickenham Stadium Londyn Widzów: 52087 Sędzia: Wayne Barnes |

| 7 września 200813:30 | Northampton Saints                                            | 21:13(3:6) | Worcester Warriors                     | Franklin’s Gardens, Northampton Widzów: 13094 Sędzia: Sean Davey |
| 7 września 200813:30 | Bruce Reihana 11 (pd 3K) Dylan Hartley 5 (P) Jon Clarke 5 (P) | 21:13(3:6) | Aleki Lutui 5 (P) Matt Jones 8 (pd 2K) | Franklin’s Gardens, Northampton Widzów: 13094 Sędzia: Sean Davey |
| 7 września 200813:30 | Tom Wood                                                      | 21:13(3:6) |                                        | Franklin’s Gardens, Northampton Widzów: 13094 Sędzia: Sean Davey |

| 7 września 200815:00 | Bristol                                                         | 20:33(17:17) | Bath                                                                                   | Memorial Stadium, Bristol Widzów: 11021 Sędzia: Chris White |
| 7 września 200815:00 | Adrian Jarvis 10 (2pd 2K) Andrew Blowers 5 (P) David Lemi 5 (P) | 20:33(17:17) | Butch James 18 (3pd 4K) Joe Maddock 5 (P) Jonny Faʻamatuainu 5 (P) Tom Cheeseman 5 (P) | Memorial Stadium, Bristol Widzów: 11021 Sędzia: Chris White |

| 7 września 200815:00 | Newcastle Falcons    | 9:14(6:11) | Sale Sharks                                 | Kingston Park, Newcastle upon Tyne Widzów: 5224 Sędzia: Martin Fox |
| 7 września 200815:00 | Rory Clegg 9 (dg 2K) | 9:14(6:11) | Charlie Hodgson 5 (P) Luke McAlister 9 (3K) | Kingston Park, Newcastle upon Tyne Widzów: 5224 Sędzia: Martin Fox |
| 7 września 200815:00 | Luke Abraham         | 9:14(6:11) |                                             | Kingston Park, Newcastle upon Tyne Widzów: 5224 Sędzia: Martin Fox |

| 7 września 200816:00 | Gloucester                        | 8:20(5:6) | Leicester Tigers                                                 | Kingsholm Stadium, Gloucester Widzów: 13109 Sędzia: Dave Pearson |
| 7 września 200816:00 | Olly Morgan 5 (P) Ryan Lamb 3 (K) | 8:20(5:6) | Geordan Murphy 5 (P) Julien Dupuy 2 (pd) Toby Flood 13 (P pd 2K) | Kingsholm Stadium, Gloucester Widzów: 13109 Sędzia: Dave Pearson |
| 7 września 200816:00 | Ben Herring                       | 8:20(5:6) |                                                                  | Kingsholm Stadium, Gloucester Widzów: 13109 Sędzia: Dave Pearson |

| 12 września 200819:45 | Sale Sharks                                     | 18:15(6:9) | Saracens             | Edgeley Park, Stockport Widzów: 8321 Sędzia: Rob Debney |
| 12 września 200819:45 | Charlie Hodgson 9 (dg 2K) Luke McAlister 9 (3K) | 18:15(6:9) | Glen Jackson 15 (5K) | Edgeley Park, Stockport Widzów: 8321 Sędzia: Rob Debney |

| 13 września 200814:45 | Bath                                                                           | 17:21(5:9) | Gloucester                                        | The Recreation Ground, Bath Widzów: 10600 Sędzia: Wayne Barnes |
| 13 września 200814:45 | Joe Maddock 5 (P) Michael Lipman 5 (P) Nick Abendanon 5 (P) Shaun Berne 2 (pd) | 17:21(5:9) | Luke Narraway 5 (P) Willie Walker 16 (P pd dg 2K) | The Recreation Ground, Bath Widzów: 10600 Sędzia: Wayne Barnes |
| 13 września 200814:45 | Will James                                                                     | 17:21(5:9) |                                                   | The Recreation Ground, Bath Widzów: 10600 Sędzia: Wayne Barnes |

| 13 września 200815:00 | Harlequins | 31:13(12:6) | Bristol                                                   | Twickenham Stoop, Londyn Widzów: 9497 Sędzia: Dave Pearson |
| 13 września 200815:00 | Danny Care 5 (P) Gonzalo Tiesi 5 (P) Jordan Turner-Hall 5 (P) Mike Brown 5 (P) Tom Guest 5 (P) Waisea Luveniyali 6 (3pd) | 31:13(12:6) | Adrian Jarvis 6 (2K) David Lemi 5 (P) Luke Arscott 2 (pd) | Twickenham Stoop, Londyn Widzów: 9497 Sędzia: Dave Pearson |
| 13 września 200815:00 | Ugo Monye | 31:13(12:6) | Robert Sidoli                                             | Twickenham Stoop, Londyn Widzów: 9497 Sędzia: Dave Pearson |

| 13 września 200815:00 | Leicester Tigers                                                            | 24:22(10:10) | London Irish                                                                                              | Welford Road, Leicester Widzów: 16553 Sędzia: Chris White |
| 13 września 200815:00 | Ben Herring 5 (P) Geordan Murphy 5 (P) Toby Flood 9 (3pd K) Tom Croft 5 (P) | 24:22(10:10) | Delon Armitage 5 (P) Eoghan Hickey 3 (K) Peter Hewat 4 (2pd) Seilala Mapusua 5 (P) Steffon Armitage 5 (P) | Welford Road, Leicester Widzów: 16553 Sędzia: Chris White |
| 13 września 200815:00 | Eoghan Hickey                                                               | 24:22(10:10) | | Welford Road, Leicester Widzów: 16553 Sędzia: Chris White |

| 14 września 200815:00 | London Wasps                           | 10:11(7:8) | Worcester Warriors                                      | Adams Park, High Wycombe Widzów: 7668 Sędzia: Martin Fox |
| 14 września 200815:00 | Dave Walder 5 (pd K) Paul Sackey 5 (P) | 10:11(7:8) | Loki Crichton 3 (K) Matt Jones 3 (K) Sam Tuitupou 5 (P) | Adams Park, High Wycombe Widzów: 7668 Sędzia: Martin Fox |

| 14 września 200815:00 | Newcastle Falcons                                                    | 32:22(6:12) | Northampton Saints                                              | Kingston Park, Newcastle upon Tyne Widzów: 4620 Sędzia: Andrew Small |
| 14 września 200815:00 | Andy Buist 5 (P) Jonny Wilkinson 22 (2pd dg 5K) Ollie Phillips 5 (P) | 32:22(6:12) | Bruce Reihana 14 (pd 4K) Carlos Spencer 3 (K) Sean Lamont 5 (P) | Kingston Park, Newcastle upon Tyne Widzów: 4620 Sędzia: Andrew Small |
| 14 września 200815:00 | Ollie Phillips                                                       | 32:22(6:12) | Euan Murray                                                     | Kingston Park, Newcastle upon Tyne Widzów: 4620 Sędzia: Andrew Small |

| 19 września 200819:45 | Bristol                             | 6:9(3:3) | Sale Sharks           | Memorial Stadium, Bristol Widzów: 8111 Sędzia: David Rose |
| 19 września 200819:45 | Adrian Jarvis 3 (K) Ed Barnes 3 (K) | 6:9(3:3) | Luke McAlister 9 (3K) | Memorial Stadium, Bristol Widzów: 8111 Sędzia: David Rose |
| 19 września 200819:45 | Ed Barnes                           | 6:9(3:3) |                       | Memorial Stadium, Bristol Widzów: 8111 Sędzia: David Rose |

| 20 września 200815:00 | Gloucester                                                                                | 24:20(5:13) | Harlequins                                                 | Kingsholm Stadium, Gloucester Widzów: 12260 Sędzia: Rob Debney |
| 20 września 200815:00 | Alasdair Strokosch 5 (P) Olly Barkley 3 (K) Olly Morgan 5 (P) Willie Walker 11 (pd dg 2K) | 24:20(5:13) | Chris Malone 10 (P pd K) Danny Care 5 (P) Mike Brown 5 (P) | Kingsholm Stadium, Gloucester Widzów: 12260 Sędzia: Rob Debney |
| 20 września 200815:00 | Will Skinner                                                                              | 24:20(5:13) |                                                            | Kingsholm Stadium, Gloucester Widzów: 12260 Sędzia: Rob Debney |

| 20 września 200815:00 | London Irish                                                                      | 16:20(5:17) | Bath                                       | Madejski Stadium, Reading Widzów: 8221 Sędzia: Dave Pearson |
| 20 września 200815:00 | Alex Corbisiero 5 (P) Elvis Sevealiʻi 5 (P) Eoghan Hickey 3 (K) Peter Hewat 3 (K) | 16:20(5:17) | Butch James 11 (P 2K) Jack Cuthbert 9 (3K) | Madejski Stadium, Reading Widzów: 8221 Sędzia: Dave Pearson |
| 20 września 200815:00 | Alex Crockett                                                                     | 16:20(5:17) |                                            | Madejski Stadium, Reading Widzów: 8221 Sędzia: Dave Pearson |

| 20 września 200815:00 | Northampton Saints                                                                   | 24:20(14:14) | London Wasps                               | Franklin’s Gardens, Northampton Widzów: 13021 Sędzia: Chris White |
| 20 września 200815:00 | Bruce Reihana 12 (P 2pd K) Chris Ashton 5 (P) Sean Lamont 5 (P) Stephen Myler 2 (pd) | 24:20(14:14) | Dave Walder 15 (5K) Dominic Waldouck 5 (P) | Franklin’s Gardens, Northampton Widzów: 13021 Sędzia: Chris White |
| 20 września 200815:00 | Dylan Hartley                                                                        | 24:20(14:14) | Rob Webber                                 | Franklin’s Gardens, Northampton Widzów: 13021 Sędzia: Chris White |

| 20 września 200815:00 | Worcester Warriors                                           | 17:19(7:6) | Leicester Tigers                         | Sixways Stadium, Worcester Widzów: 10846 Sędzia: Andrew Small |
| 20 września 200815:00 | Loki Crichton 7 (2pd K) Matt Mullan 5 (P) Netani Talei 5 (P) | 17:19(7:6) | Julien Dupuy 7 (P pd) Toby Flood 12 (4K) | Sixways Stadium, Worcester Widzów: 10846 Sędzia: Andrew Small |
| 20 września 200815:00 | James Collins                                                | 17:19(7:6) | Jordan Crane · Toby Flood                | Sixways Stadium, Worcester Widzów: 10846 Sędzia: Andrew Small |

| 21 września 200815:00 | Saracens | 44:14(15:0) | Newcastle Falcons                       | Vicarage Road, Watford Widzów: 8139 Sędzia: Dean Richards |
| 21 września 200815:00 | Glen Jackson 17 (pd dg 4K) Gordon Ross 7 (P pd) Hugh Vyvyan 5 (P) Kameli Ratuvou 5 (P) Kevin Sorrell 5 (P) Rodd Penney 5 (P) | 44:14(15:0) | Jonny Wilkinson 9 (P 2pd) Tom May 5 (P) | Vicarage Road, Watford Widzów: 8139 Sędzia: Dean Richards |
| 21 września 200815:00 | Ed Williamson · Phil Dowson                                                                                                  | 44:14(15:0) |                                         | Vicarage Road, Watford Widzów: 8139 Sędzia: Dean Richards |

| 26 września 200819:45 | Sale Sharks                                                                             | 23:9(6:6) | Gloucester          | Edgeley Park, Stockport Widzów: 9019 Sędzia: Andrew Small |
| 26 września 200819:45 | David Doherty 5 (P) Lee Thomas 5 (pd K) Luke McAlister 8 (pd 2K) Sebastien Chabal 5 (P) | 23:9(6:6) | Olly Barkley 9 (3K) | Edgeley Park, Stockport Widzów: 9019 Sędzia: Andrew Small |
| 26 września 200819:45 | Rory Lamont                                                                             | 23:9(6:6) |                     | Edgeley Park, Stockport Widzów: 9019 Sędzia: Andrew Small |

| 26 września 200820:00 | Newcastle Falcons                                            | 17:3(10:3) | Bristol         | Kingston Park, Newcastle upon Tyne Widzów: 6056 Sędzia: Chris White |
| 26 września 200820:00 | Adam Balding 5 (P) John Rudd 5 (P) Jonny Wilkinson 7 (2pd K) | 17:3(10:3) | Ed Barnes 3 (K) | Kingston Park, Newcastle upon Tyne Widzów: 6056 Sędzia: Chris White |

| 26 września 200820:05 | Leicester Tigers                         | 19:28(13:6) | London Wasps                                       | Welford Road, Leicester Widzów: 17498 Sędzia: Wayne Barnes |
| 26 września 200820:05 | Johne Murphy 5 (P) Toby Flood 14 (pd 4K) | 19:28(13:6) | Damien Varley 5 (P) Jeremy Staunton 23 (pd 2dg 5K) | Welford Road, Leicester Widzów: 17498 Sędzia: Wayne Barnes |

| 27 września 200814:15 | Bath | 37:19(20:9) | Worcester Warriors                             | The Recreation Ground, Bath Widzów: 10600 Sędzia: Rob Debney |
| 27 września 200814:15 | Butch James 12 (3pd 2K) Duncan Bell 5 (P) Joe Maddock 5 (P) Michael Lipman 5 (P) Nick Abendanon 5 (P) Shaun Berne 5 (P) | 37:19(20:9) | Chris Pennell 8 (P K) Loki Crichton 11 (pd 3K) | The Recreation Ground, Bath Widzów: 10600 Sędzia: Rob Debney |
| 27 września 200814:15 | Dale Rasmussen | 37:19(20:9) |                                                | The Recreation Ground, Bath Widzów: 10600 Sędzia: Rob Debney |

| 27 września 200814:45 | Saracens                                                                        | 26:12(3:6) | Northampton Saints       | Vicarage Road, Watford Widzów: 7409 Sędzia: Martin Fox |
| 27 września 200814:45 | Glen Jackson 13 (2pd 3K) Gordon Ross 3 (K) Michael Owen 5 (P) Rodd Penney 5 (P) | 26:12(3:6) | Stephen Myler 12 (dg 3K) | Vicarage Road, Watford Widzów: 7409 Sędzia: Martin Fox |
| 27 września 200814:45 | Ben Foden · Dylan Hartley                                                       | 26:12(3:6) |                          | Vicarage Road, Watford Widzów: 7409 Sędzia: Martin Fox |

| 27 września 200815:00 | Harlequins                                                                                         | 27:28(20:8) | London Irish                                     | Twickenham Stoop, Londyn Widzów: 11138 Sędzia: Dean Richards |
| 27 września 200815:00 | Chris Malone 10 (2pd 2K) Danny Care 5 (P) Tom Guest 5 (P) Ugo Monye 5 (P) Waisea Luveniyali 2 (pd) | 27:28(20:8) | Delon Armitage 10 (2P) Peter Hewat 18 (P 2pd 3K) | Twickenham Stoop, Londyn Widzów: 11138 Sędzia: Dean Richards |

| 30 września 200819:45 | Gloucester                                                                                  | 39:23(16:6) | Newcastle Falcons                                                                             | Kingsholm Stadium, Gloucester Widzów: 12861 Sędzia: David Rose |
| 30 września 200819:45 | Iain Balshaw 15 (3P) James Simpson-Daniel 10 (2P) Olly Barkley 12 (4K) Willie Walker 2 (pd) | 39:23(16:6) | Jonny Wilkinson 3 (K) Matt Thompson 5 (P) Phil Dowson 5 (P) Rory Clegg 5 (pd K) Tom May 5 (P) | Kingsholm Stadium, Gloucester Widzów: 12861 Sędzia: David Rose |
| 30 września 200819:45 | Steve Jones                                                                                 | 39:23(16:6) |                                                                                               | Kingsholm Stadium, Gloucester Widzów: 12861 Sędzia: David Rose |

| 1 października 200819:30 | London Wasps                                                                      | 23:27(16:12) | Bath                                                                                                  | Adams Park, High Wycombe Widzów: 9052 Sędzia: Sean Davey |
| 1 października 200819:30 | Danny Cipriani 11 (pd 3K) Jeremy Staunton 2 (pd) Riki Flutey 5 (P) Tom Rees 5 (P) | 23:27(16:12) | Butch James 7 (2pd K) Joe Maddock 5 (P) Matt Stevens 5 (P) Michael Claassens 5 (P) Pieter Dixon 5 (P) | Adams Park, High Wycombe Widzów: 9052 Sędzia: Sean Davey |

| 1 października 200819:45 | Bristol                                                  | 16:23(10:11) | Saracens                                     | Memorial Stadium, Bristol Widzów: 7215 Sędzia: Tim Wigglesworth |
| 1 października 200819:45 | Adrian Jarvis 5 (pd K) David Lemi 5 (P) Ed Barnes 6 (2K) | 16:23(10:11) | Glen Jackson 18 (dg 5K) Kameli Ratuvou 5 (P) | Memorial Stadium, Bristol Widzów: 7215 Sędzia: Tim Wigglesworth |
| 1 października 200819:45 | Ben Skirving                                             | 16:23(10:11) |                                              | Memorial Stadium, Bristol Widzów: 7215 Sędzia: Tim Wigglesworth |

| 1 października 200819:45 | Leicester Tigers                                             | 29:19(9:16) | Northampton Saints                         | Welford Road, Leicester Widzów: 17498 Sędzia: Chris White |
| 1 października 200819:45 | Dan Hipkiss 5 (P) Johne Murphy 5 (P) Toby Flood 19 (P pd 4K) | 29:19(9:16) | Euan Murray 5 (P) Stephen Myler 14 (pd 4K) | Welford Road, Leicester Widzów: 17498 Sędzia: Chris White |
| 1 października 200819:45 | Boris Stankovich                                             | 29:19(9:16) |                                            | Welford Road, Leicester Widzów: 17498 Sędzia: Chris White |

| 1 października 200819:45 | London Irish                                                                                    | 28:6(11:6) | Sale Sharks            | Madejski Stadium, Reading Widzów: 7563 Sędzia: Ashley Rowden |
| 1 października 200819:45 | Alex Corbisiero 5 (P) Peter Hewat 13 (P pd dg K) Richard Thorpe 5 (P) Sailosi Tagicakibau 5 (P) | 28:6(11:6) | Charlie Hodgson 6 (2K) | Madejski Stadium, Reading Widzów: 7563 Sędzia: Ashley Rowden |
| 1 października 200819:45 | Chris Bell                                                                                      | 28:6(11:6) |                        | Madejski Stadium, Reading Widzów: 7563 Sędzia: Ashley Rowden |

| 2 października 200820:00 | Worcester Warriors                               | 23:30(13:27) | Harlequins                                                                      | Sixways Stadium, Worcester Widzów: 9222 Sędzia: Wayne Barnes |
| 2 października 200820:00 | Matt Jones 18 (P 2pd dg 2K) Miles Benjamin 5 (P) | 23:30(13:27) | Chris Malone 10 (2pd 2K) Gonzalo Tiesi 5 (P) Mike Brown 5 (P) Ugo Monye 10 (2P) | Sixways Stadium, Worcester Widzów: 9222 Sędzia: Wayne Barnes |
| 2 października 200820:00 | Tom Guest                                        | 23:30(13:27) |                                                                                 | Sixways Stadium, Worcester Widzów: 9222 Sędzia: Wayne Barnes |

| 14 listopada 200820:00 | Sale Sharks            | 9:17(6:6) | Worcester Warriors                    | Edgeley Park, Stockport Widzów: 7602 Sędzia: David Rose |
| 14 listopada 200820:00 | Charlie Hodgson 9 (3K) | 9:17(6:6) | Matt Jones 12 (4K) Netani Talei 5 (P) | Edgeley Park, Stockport Widzów: 7602 Sędzia: David Rose |

| 15 listopada 200813:00 | Bath                                                             | 25:21(20:3) | Leicester Tigers                                                                   | The Recreation Ground, Bath Widzów: 10600 Sędzia: Andrew Small |
| 15 listopada 200813:00 | Butch James 15 (P 2pd 2K) Daniel Browne 5 (P) Pieter Dixon 5 (P) | 25:21(20:3) | Derick Hougaard 9 (3K) Geordan Murphy 2 (pd) Johne Murphy 5 (P) Mefin Davies 5 (P) | The Recreation Ground, Bath Widzów: 10600 Sędzia: Andrew Small |
| 15 listopada 200813:00 | Pieter Dixon                                                     | 25:21(20:3) |                                                                                    | The Recreation Ground, Bath Widzów: 10600 Sędzia: Andrew Small |

| 16 listopada 200815:00 | Bristol                                                                    | 14:13(7:10) | Northampton Saints                         | Memorial Stadium, Bristol Widzów: 6310 Sędzia: Dean Richards |
| 16 listopada 200815:00 | Adrian Jarvis 2 (pd) Dan Ward-Smith 5 (P) Ed Barnes 2 (pd) Luke Eves 5 (P) | 14:13(7:10) | James Downey 5 (P) Stephen Myler 8 (pd 2K) | Memorial Stadium, Bristol Widzów: 6310 Sędzia: Dean Richards |

| 16 listopada 200815:00 | Harlequins                                                                      | 32:10(27:3) | London Wasps                                               | Twickenham Stoop, Londyn Widzów: 12638 Sędzia: Tim Wigglesworth |
| 16 listopada 200815:00 | Chris Malone 3 (dg) Chris Robshaw 5 (P) Nick Evans 19 (P pd 4K) Tom Guest 5 (P) | 32:10(27:3) | Dave Walder 2 (pd) Jeremy Staunton 3 (K) Joe Simpson 5 (P) | Twickenham Stoop, Londyn Widzów: 12638 Sędzia: Tim Wigglesworth |

| 16 listopada 200815:00 | Newcastle Falcons                   | 8:24(5:10) | London Irish                                                                           | Kingston Park, Newcastle upon Tyne Widzów: 5099 Sędzia: Rob Debney |
| 16 listopada 200815:00 | Brent Wilson 5 (P) Rory Clegg 3 (K) | 8:24(5:10) | Declan Danaher 5 (P) Peter Hewat 9 (3pd K) Richard Thorpe 5 (P) Steffon Armitage 5 (P) | Kingston Park, Newcastle upon Tyne Widzów: 5099 Sędzia: Rob Debney |

| 16 listopada 200815:00 | Saracens                                   | 21:25(8:13) | Gloucester                                                                         | Vicarage Road, Watford Widzów: 8535 Sędzia: Sean Davey |
| 16 listopada 200815:00 | Ben Skirving 5 (P) Glen Jackson 11 (pd 3K) | 21:25(8:13) | Anthony Allen 5 (P) Lesley Vainikolo 5 (P) Olly Morgan 5 (P) Ryan Lamb 10 (2pd 2K) | Vicarage Road, Watford Widzów: 8535 Sędzia: Sean Davey |
| 16 listopada 200815:00 | Hugh Vyvyan                                | 21:25(8:13) |                                                                                    | Vicarage Road, Watford Widzów: 8535 Sędzia: Sean Davey |

| 21 listopada 200820:00 | Gloucester                                                                        | 39:10(25:3) | Bristol                                               | Kingsholm Stadium, Gloucester Widzów: 15297 Sędzia: Andrew Small |
| 21 listopada 200820:00 | Alex Brown 5 (P) Olly Morgan 5 (P) Peter Buxton 10 (2P) Ryan Lamb 19 (P 4pd dg K) | 39:10(25:3) | Adrian Jarvis 3 (K) David Lemi 5 (P) Ed Barnes 2 (pd) | Kingsholm Stadium, Gloucester Widzów: 15297 Sędzia: Andrew Small |
| 21 listopada 200820:00 | Lesley Vainikolo                                                                  | 39:10(25:3) |                                                       | Kingsholm Stadium, Gloucester Widzów: 15297 Sędzia: Andrew Small |

| 21 listopada 200820:00 | Worcester Warriors                                                                                   | 26:11(9:3) | Newcastle Falcons                      | Sixways Stadium, Worcester Widzów: 10197 Sędzia: Martin Fox |
| 21 listopada 200820:00 | Chris Latham 5 (P) Chris Pennell 3 (K) Loki Crichton 10 (2pd 2K) Matt Jones 3 (K) Sam Tuitupou 5 (P) | 26:11(9:3) | Danny Williams 5 (P) Rory Clegg 6 (2K) | Sixways Stadium, Worcester Widzów: 10197 Sędzia: Martin Fox |

| 22 listopada 200813:00 | Northampton Saints                                                                      | 28:28(13:21) | Bath                                                                                     | Franklin’s Gardens, Northampton Widzów: 13473 Sędzia: David Rose |
| 22 listopada 200813:00 | Mark Easter 5 (P) Paul Diggin 5 (P) Soane Tongaʻuiha 5 (P) Stephen Myler 13 (2pd dg 2K) | 28:28(13:21) | Butch James 13 (2pd 3K) Daniel Browne 5 (P) Jack Cuthbert 5 (P) Jonny Faʻamatuainu 5 (P) | Franklin’s Gardens, Northampton Widzów: 13473 Sędzia: David Rose |

| 22 listopada 200815:00 | Leicester Tigers                                                  | 27:14(20:9) | Harlequins                            | Welford Road, Leicester Widzów: 17432 Sędzia: Sean Davey |
| 22 listopada 200815:00 | Derick Hougaard 17 (P 3pd 2K) Johne Murphy 5 (P) Matt Smith 5 (P) | 27:14(20:9) | Chris Brooker 5 (P) Nick Evans 9 (3K) | Welford Road, Leicester Widzów: 17432 Sędzia: Sean Davey |

| 23 listopada 200815:00 | London Irish                                               | 27:14(8:11) | Saracens                                    | Madejski Stadium, Reading Widzów: 8954 Sędzia: Tim Wigglesworth |
| 23 listopada 200815:00 | Peter Hewat 12 (4K) Richard Thorpe 5 (P) Tom Homer 10 (2P) | 27:14(8:11) | Glen Jackson 9 (3K) Wikus van Heerden 5 (P) | Madejski Stadium, Reading Widzów: 8954 Sędzia: Tim Wigglesworth |
| 23 listopada 200815:00 | Chris Halaʻufia                                            | 27:14(8:11) | Michael Owen                                | Madejski Stadium, Reading Widzów: 8954 Sędzia: Tim Wigglesworth |

| 23 listopada 200815:00 | London Wasps        | 12:13(12:6) | Sale Sharks                                | Adams Park, High Wycombe Widzów: 9027 Sędzia: Roy Maybank |
| 23 listopada 200815:00 | Dave Walder 12 (4K) | 12:13(12:6) | Charlie Hodgson 8 (pd 2K) Mark Cueto 5 (P) | Adams Park, High Wycombe Widzów: 9027 Sędzia: Roy Maybank |
| 23 listopada 200815:00 | Richard Birkett     | 12:13(12:6) | Dean Schofield                             | Adams Park, High Wycombe Widzów: 9027 Sędzia: Roy Maybank |

| 28 listopada 200819:45 | Sale Sharks                                                                     | 27:13(17:3) | Leicester Tigers                          | Edgeley Park, Stockport Widzów: 9586 Sędzia: Chris White |
| 28 listopada 200819:45 | Luke McAlister 12 (3pd 2K) Mark Cueto 5 (P) Mathew Tait 5 (P) Rory Lamont 5 (P) | 27:13(17:3) | Aaron Mauger 5 (P) Julien Dupuy 8 (pd 2K) | Edgeley Park, Stockport Widzów: 9586 Sędzia: Chris White |
| 28 listopada 200819:45 | David Doherty                                                                   | 27:13(17:3) |                                           | Edgeley Park, Stockport Widzów: 9586 Sędzia: Chris White |

| 28 listopada 200820:00 | Newcastle Falcons                                       | 17:23(10:15) | London Wasps                            | Kingston Park, Newcastle upon Tyne Widzów: 5489 Sędzia: Andrew Small |
| 28 listopada 200820:00 | Danny Williams 5 (P) Rory Clegg 7 (2pd K) Tom May 5 (P) | 17:23(10:15) | Charlie Beech 5 (P) Dave Walder 18 (6K) | Kingston Park, Newcastle upon Tyne Widzów: 5489 Sędzia: Andrew Small |
| 28 listopada 200820:00 | Ed Williamson                                           | 17:23(10:15) |                                         | Kingston Park, Newcastle upon Tyne Widzów: 5489 Sędzia: Andrew Small |

| 29 listopada 200816:30 | Gloucester                                                                                             | 33:10(20:3) | Northampton Saints                      | Kingsholm Stadium, Gloucester Widzów: 13494 Sędzia: Rob Debney |
| 29 listopada 200816:30 | Iain Balshaw 5 (P) Lesley Vainikolo 5 (P) Luke Narraway 5 (P) Olly Barkley 5 (P) Ryan Lamb 13 (2pd 3K) | 33:10(20:3) | Scott Gray 5 (P) Stephen Myler 5 (pd K) | Kingsholm Stadium, Gloucester Widzów: 13494 Sędzia: Rob Debney |

| 30 listopada 200815:00 | Bristol                             | 13:18(0:11) | London Irish                                                         | Memorial Stadium, Bristol Widzów: 6225 Sędzia: Wayne Barnes |
| 30 listopada 200815:00 | Ed Barnes 8 (pd 2K) Luke Eves 5 (P) | 13:18(0:11) | Peter Hewat 8 (pd 2K) Sailosi Tagicakibau 5 (P) Shane Geraghty 5 (P) | Memorial Stadium, Bristol Widzów: 6225 Sędzia: Wayne Barnes |

| 30 listopada 200815:00 | Harlequins                                                      | 21:14(9:9) | Bath                                   | Twickenham Stoop, Londyn Widzów: 12178 Sędzia: Martin Fox |
| 30 listopada 200815:00 | Ceri Jones 5 (P) Jordan Turner-Hall 5 (P) Nick Evans 11 (pd 3K) | 21:14(9:9) | Butch James 9 (3K) Daniel Browne 5 (P) | Twickenham Stoop, Londyn Widzów: 12178 Sędzia: Martin Fox |

| 30 listopada 200815:00 | Saracens                                                          | 23:6(13:6) | Worcester Warriors   | Vicarage Road, Watford Widzów: 6059 Sędzia: Sean Davey |
| 30 listopada 200815:00 | Brad Barritt 5 (P) Glen Jackson 13 (P pd 2K) Kameli Ratuvou 5 (P) | 23:6(13:6) | Chris Pennell 6 (2K) | Vicarage Road, Watford Widzów: 6059 Sędzia: Sean Davey |
| 30 listopada 200815:00 | Sam Tuitupou                                                      | 23:6(13:6) |                      | Vicarage Road, Watford Widzów: 6059 Sędzia: Sean Davey |

| 20 grudnia 200813:30 | Leicester Tigers                                               | 20:3(10:0) | Newcastle Falcons | Welford Road, Leicester Widzów: 17240 Sędzia: Tim Wigglesworth |
| 20 grudnia 200813:30 | Aaron Mauger 5 (P) Geordan Murphy 5 (P) Toby Flood 10 (2pd 2K) | 20:3(10:0) | Steve Jones 3 (K) | Welford Road, Leicester Widzów: 17240 Sędzia: Tim Wigglesworth |

| 20 grudnia 200814:15 | London Wasps                                                                                      | 33:24(9:6) | Saracens                                  | Adams Park, High Wycombe Widzów: 9324 Sędzia: Dave Pearson |
| 20 grudnia 200814:15 | Danny Cipriani 9 (3K) Dave Walder 9 (3pd K) Josh Lewsey 5 (P) Paul Sackey 5 (P) Rob Hoadley 5 (P) | 33:24(9:6) | Glen Jackson 14 (pd 4K) Noah Cato 10 (2P) | Adams Park, High Wycombe Widzów: 9324 Sędzia: Dave Pearson |
| 20 grudnia 200814:15 | Tom Palmer                                                                                        | 33:24(9:6) | Wikus van Heerden                         | Adams Park, High Wycombe Widzów: 9324 Sędzia: Dave Pearson |

| 20 grudnia 200814:45 | Bath                                                          | 24:20(13:12) | Sale Sharks                                   | The Recreation Ground, Bath Widzów: 10600 Sędzia: David Rose |
| 20 grudnia 200814:45 | Butch James 14 (pd 4K) Daniel Browne 5 (P) Matt Banahan 5 (P) | 24:20(13:12) | Luke McAlister 10 (P pd K) Mark Cueto 10 (2P) | The Recreation Ground, Bath Widzów: 10600 Sędzia: David Rose |
| 20 grudnia 200814:45 | Michael Lipman                                                | 24:20(13:12) | Sebastien Chabal · Stuart Turner              | The Recreation Ground, Bath Widzów: 10600 Sędzia: David Rose |

| 20 grudnia 200815:00 | London Irish                                                                                                   | 42:12(21:9) | Gloucester                           | Madejski Stadium, Reading Widzów: 12706 Sędzia: Sean Davey |
| 20 grudnia 200815:00 | Declan Danaher 5 (P) Delon Armitage 5 (P) Paul Hodgson 5 (P) Peter Hewat 22 (2pd 6K) Sailosi Tagicakibau 5 (P) | 42:12(21:9) | Ryan Lamb 9 (3K) Willie Walker 3 (K) | Madejski Stadium, Reading Widzów: 12706 Sędzia: Sean Davey |

| 20 grudnia 200815:00 | Northampton Saints                                            | 23:13(6:13) | Harlequins                           | Franklin’s Gardens, Northampton Widzów: 13349 Sędzia: Chris White |
| 20 grudnia 200815:00 | James Downey 5 (P) Jon Clarke 5 (P) Stephen Myler 13 (2pd 3K) | 23:13(6:13) | Nick Evans 8 (pd 2K) Ugo Monye 5 (P) | Franklin’s Gardens, Northampton Widzów: 13349 Sędzia: Chris White |
| 20 grudnia 200815:00 | Ignacio Fernandez Lobbe                                       | 23:13(6:13) | Andy Gomarsall · Tani Fuga           | Franklin’s Gardens, Northampton Widzów: 13349 Sędzia: Chris White |

| 20 grudnia 200815:00 | Worcester Warriors                           | 20:20(3:10) | Bristol                                                       | Sixways Stadium, Worcester Widzów: 10015 Sędzia: Wayne Barnes |
| 20 grudnia 200815:00 | Chris Latham 5 (P) Eoghan Hickey 10 (2pd 2K) | 20:20(3:10) | Dan Ward-Smith 5 (P) Ed Barnes 10 (2pd 2K) Lee Robinson 5 (P) | Sixways Stadium, Worcester Widzów: 10015 Sędzia: Wayne Barnes |
| 20 grudnia 200815:00 | Dale Rasmussen                               | 20:20(3:10) | Lee Robinson                                                  | Sixways Stadium, Worcester Widzów: 10015 Sędzia: Wayne Barnes |

| 26 grudnia 200815:00 | Sale Sharks                                                                       | 31:3(21:3) | London Wasps      | Edgeley Park, Stockport Widzów: 10841 Sędzia: Rob Debney |
| 26 grudnia 200815:00 | Charlie Hodgson 16 (P 4pd K) Juan Martín Fernández Lobbe 10 (2P) Mark Cueto 5 (P) | 31:3(21:3) | Dave Walder 3 (K) | Edgeley Park, Stockport Widzów: 10841 Sędzia: Rob Debney |

| 27 grudnia 200813:30 | Saracens                                    | 16:13(13:10) | London Irish                               | Vicarage Road, Watford Widzów: 16082 Sędzia: Chris White |
| 27 grudnia 200813:30 | Glen Jackson 11 (pd 3K) Moses Rauluni 5 (P) | 16:13(13:10) | Declan Danaher 5 (P) Peter Hewat 8 (pd 2K) | Vicarage Road, Watford Widzów: 16082 Sędzia: Chris White |

| 27 grudnia 200814:15 | Bath                                                                 | 25:14(13:6) | Northampton Saints                        | The Recreation Ground, Bath Widzów: 10600 Sędzia: Andrew Small |
| 27 grudnia 200814:15 | Butch James 10 (2pd 2K) Matt Banahan 5 (P) Michael Claassens 10 (2P) | 25:14(13:6) | Juandre Kruger 5 (P) Stephen Myler 9 (3K) | The Recreation Ground, Bath Widzów: 10600 Sędzia: Andrew Small |

| 27 grudnia 200815:00 | Bristol                                               | 10:29(3:10) | Gloucester                                                                                            | Memorial Stadium, Bristol Widzów: 11845 Sędzia: David Rose |
| 27 grudnia 200815:00 | Adrian Jarvis 2 (pd) David Lemi 5 (P) Ed Barnes 3 (K) | 10:29(3:10) | Lesley Vainikolo 5 (P) Mike Tindall 10 (2P) Olly Barkley 2 (pd) Olly Morgan 5 (P) Ryan Lamb 7 (2pd K) | Memorial Stadium, Bristol Widzów: 11845 Sędzia: David Rose |
| 27 grudnia 200815:00 | Shaun Perry                                           | 10:29(3:10) | | Memorial Stadium, Bristol Widzów: 11845 Sędzia: David Rose |

| 27 grudnia 200815:00 | Newcastle Falcons                       | 16:16(13:9) | Worcester Warriors                           | Kingston Park, Newcastle upon Tyne Widzów: 7108 Sędzia: Sean Davey |
| 27 grudnia 200815:00 | Phil Dowson 5 (P) Rory Clegg 11 (pd 3K) | 16:16(13:9) | Eoghan Hickey 11 (pd 3K) Pat Sanderson 5 (P) | Kingston Park, Newcastle upon Tyne Widzów: 7108 Sędzia: Sean Davey |
| 27 grudnia 200815:00 | Adam Balding                            | 16:16(13:9) |                                              | Kingston Park, Newcastle upon Tyne Widzów: 7108 Sędzia: Sean Davey |

| 27 grudnia 200816:00 | Harlequins                                              | 26:26(9:16) | Leicester Tigers                                          | Twickenham Stadium Londyn Widzów: 50000 Sędzia: Dave Pearson |
| 27 grudnia 200816:00 | Mike Brown 5 (P) Nick Evans 16 (2pd 4K) Ugo Monye 5 (P) | 26:26(9:16) | Johne Murphy 5 (P) Toby Flood 16 (2pd 4K) Tom Croft 5 (P) | Twickenham Stadium Londyn Widzów: 50000 Sędzia: Dave Pearson |
| 27 grudnia 200816:00 | Will Skinner                                            | 26:26(9:16) | Benjamin Kayser · Lewis Moody                             | Twickenham Stadium Londyn Widzów: 50000 Sędzia: Dave Pearson |

| 3 stycznia 200915:00 | Gloucester                                | 22:16(13:16) | Saracens                                       | Kingsholm Stadium, Gloucester Widzów: 16500 Sędzia: Andrew Small |
| 3 stycznia 200915:00 | Olly Barkley 17 (pd 5K) Olly Morgan 5 (P) | 22:16(13:16) | Glen Jackson 11 (pd 3K) Richard Haughton 5 (P) | Kingsholm Stadium, Gloucester Widzów: 16500 Sędzia: Andrew Small |
| 3 stycznia 200915:00 | Andy Saull                                | 22:16(13:16) |                                                | Kingsholm Stadium, Gloucester Widzów: 16500 Sędzia: Andrew Small |

| 3 stycznia 200915:00 | London Irish | 48:8(29:3) | Newcastle Falcons                 | Madejski Stadium, Reading Widzów: 10978 Sędzia: Christophe Berdos |
| 3 stycznia 200915:00 | Alex Corbisiero 5 (P) Declan Danaher 5 (P) Mike Catt 5 (P) Peter Hewat 16 (P 4pd K) Seilala Mapusua 5 (P) Shane Geraghty 2 (pd) Steffon Armitage 5 (P) Topsy Ojo 5 (P) | 48:8(29:3) | Rory Clegg 3 (K) Tim Visser 5 (P) | Madejski Stadium, Reading Widzów: 10978 Sędzia: Christophe Berdos |
| 3 stycznia 200915:00 | Michael Young | 48:8(29:3) |                                   | Madejski Stadium, Reading Widzów: 10978 Sędzia: Christophe Berdos |

| 3 stycznia 200915:00 | Northampton Saints                                                           | 30:8(13:0) | Bristol                          | Franklin’s Gardens, Northampton Widzów: 13090 Sędzia: Tim Wigglesworth |
| 3 stycznia 200915:00 | Ben Foden 5 (P) Jon Clarke 5 (P) Paul Diggin 5 (P) Stephen Myler 15 (3pd 3K) | 30:8(13:0) | David Lemi 5 (P) Ed Barnes 3 (K) | Franklin’s Gardens, Northampton Widzów: 13090 Sędzia: Tim Wigglesworth |

| 4 stycznia 200913:30 | Leicester Tigers                                | 24:22(6:15) | Bath                                                                           | Welford Road, Leicester Widzów: 17498 Sędzia: Chris White |
| 4 stycznia 200913:30 | Derick Hougaard 14 (pd dg 3K) Tom Croft 10 (2P) | 24:22(6:15) | Butch James 7 (2pd K) Joe Maddock 5 (P) Pieter Dixon 5 (P) Stuart Hooper 5 (P) | Welford Road, Leicester Widzów: 17498 Sędzia: Chris White |

| 4 stycznia 200916:00 | London Wasps                                                   | 24:18(21:3) | Harlequins                                              | Adams Park, High Wycombe Widzów: 10000 Sędzia: Sean Davey |
| 4 stycznia 200916:00 | Chris Bishay 5 (P) Danny Cipriani 11 (pd 3K) Dave Walder 3 (K) | 24:18(21:3) | Chris Malone 3 (K) Danny Care 5 (P) Nick Evans 5 (pd K) | Adams Park, High Wycombe Widzów: 10000 Sędzia: Sean Davey |
| 4 stycznia 200916:00 | Simon Shaw                                                     | 24:18(21:3) | Aston Croall                                            | Adams Park, High Wycombe Widzów: 10000 Sędzia: Sean Davey |

| 9 stycznia 200919:45 | Sale Sharks                                | 14:8(6:8) | London Irish                         | Edgeley Park, Stockport Widzów: 9430 Sędzia: Andrew Small |
| 9 stycznia 200919:45 | Charlie Hodgson 9 (dg 2K) Mark Cueto 5 (P) | 14:8(6:8) | Shane Geraghty 3 (K) Topsy Ojo 5 (P) | Edgeley Park, Stockport Widzów: 9430 Sędzia: Andrew Small |
| 9 stycznia 200919:45 | Mark Cueto                                 | 14:8(6:8) | David Paice                          | Edgeley Park, Stockport Widzów: 9430 Sędzia: Andrew Small |

| 10 stycznia 200917:00 | Northampton Saints                                       | 17:13(10:6) | Leicester Tigers        | Franklin’s Gardens, Northampton Widzów: 13582 Sędzia: Wayne Barnes |
| 10 stycznia 200917:00 | Ben Foden 5 (P) Paul Diggin 10 (2P) Stephen Myler 2 (pd) | 17:13(10:6) | Toby Flood 13 (P pd 2K) | Franklin’s Gardens, Northampton Widzów: 13582 Sędzia: Wayne Barnes |

| 11 stycznia 200915:00 | Newcastle Falcons                                    | 10:7(7:0) | Gloucester                            | Kingston Park, Newcastle upon Tyne Widzów: 5026 Sędzia: Tim Wigglesworth |
| 11 stycznia 200915:00 | Danny Williams 5 (P) Rory Clegg 2 (pd) Tom May 3 (K) | 10:7(7:0) | Olly Barkley 2 (pd) Rory Lawson 5 (P) | Kingston Park, Newcastle upon Tyne Widzów: 5026 Sędzia: Tim Wigglesworth |
| 11 stycznia 200915:00 | Olivier Azam                                         | 10:7(7:0) |                                       | Kingston Park, Newcastle upon Tyne Widzów: 5026 Sędzia: Tim Wigglesworth |

| 11 stycznia 200915:00 | Saracens | 37:13(23:7) | Bristol                                   | Vicarage Road, Watford Widzów: 5881 Sędzia: Martin Fox |
| 11 stycznia 200915:00 | Ben Skirving 5 (P) Brad Barritt 5 (P) Glen Jackson 15 (3pd 3K) Gordon Ross 2 (pd) Matias Aguero 5 (P) Steve Borthwick 5 (P) | 37:13(23:7) | Ed Barnes 8 (pd 2K) Scott Linklater 5 (P) | Vicarage Road, Watford Widzów: 5881 Sędzia: Martin Fox |
| 11 stycznia 200915:00 | David Blaney | 37:13(23:7) |                                           | Vicarage Road, Watford Widzów: 5881 Sędzia: Martin Fox |

| 31 stycznia 200914:45 | Gloucester                              | 23:21(9:18) | London Irish                                                 | Kingsholm Stadium, Gloucester Widzów: 13974 Sędzia: Dave Pearson |
| 31 stycznia 200914:45 | Iain Balshaw 5 (P) Olly Barkley 18 (6K) | 23:21(9:18) | Adam Thompstone 5 (P) Peter Hewat 11 (pd 3K) Topsy Ojo 5 (P) | Kingsholm Stadium, Gloucester Widzów: 13974 Sędzia: Dave Pearson |
| 31 stycznia 200914:45 | Anthony Allen                           | 23:21(9:18) | Seilala Mapusua                                              | Kingsholm Stadium, Gloucester Widzów: 13974 Sędzia: Dave Pearson |

| 31 stycznia 200915:00 | Harlequins                                              | 27:6(13:0) | Northampton Saints   | Twickenham Stoop, Londyn Widzów: 12332 Sędzia: Christophe Berdos |
| 31 stycznia 200915:00 | Gary Botha 5 (P) Jim Evans 5 (P) Nick Evans 12 (3pd 2K) | 27:6(13:0) | Stephen Myler 6 (2K) | Twickenham Stoop, Londyn Widzów: 12332 Sędzia: Christophe Berdos |

| 31 stycznia 200915:00 | Worcester Warriors                                              | 20:37(10:16) | Sale Sharks                                                                                                   | Sixways Stadium, Worcester Widzów: 10387 Sędzia: Rob Debney |
| 31 stycznia 200915:00 | Chris Latham 5 (P) Joe Carlisle 10 (2pd 2K) Marcel Garvey 5 (P) | 20:37(10:16) | Charlie Hodgson 17 (4pd dg 2K) Chris Bell 5 (P) Chris Jones 5 (P) Neil Briggs 5 (P) Oriol Ripol Fortuny 5 (P) | Sixways Stadium, Worcester Widzów: 10387 Sędzia: Rob Debney |
| 31 stycznia 200915:00 | Kai Horstmann                                                   | 20:37(10:16) | | Sixways Stadium, Worcester Widzów: 10387 Sędzia: Rob Debney |

| 13 lutego 200919:45 | Bristol         | 3:35(3:16) | Newcastle Falcons                                                                               | Memorial Stadium, Bristol Widzów: 8808 Sędzia: Rob Debney |
| 13 lutego 200919:45 | Ed Barnes 3 (K) | 3:35(3:16) | Andy Perry 5 (P) Brent Wilson 5 (P) Ed Williamson 5 (P) Geoff Parling 5 (P) Tom May 15 (3pd 3K) | Memorial Stadium, Bristol Widzów: 8808 Sędzia: Rob Debney |

| 14 lutego 200914:30 | London Irish                             | 9:14(6:6) | Harlequins                         | Madejski Stadium, Reading Widzów: 12321 Sędzia: Tim Wigglesworth |
| 14 lutego 200914:30 | Alfredo Lalanne 3 (K) Peter Hewat 6 (2K) | 9:14(6:6) | Ceri Jones 5 (P) Nick Evans 9 (3K) | Madejski Stadium, Reading Widzów: 12321 Sędzia: Tim Wigglesworth |
| 14 lutego 200914:30 | David Paice · David Paice                | 9:14(6:6) |                                    | Madejski Stadium, Reading Widzów: 12321 Sędzia: Tim Wigglesworth |

| 14 lutego 200915:00 | Gloucester                                                                  | 24:17(8:17) | Sale Sharks                                   | Kingsholm Stadium, Gloucester Widzów: 13466 Sędzia: Martin Fox |
| 14 lutego 200915:00 | Apo Satala 5 (P) Mark Foster 5 (P) Olly Barkley 11 (pd 3K) Ryan Lamb 3 (dg) | 24:17(8:17) | Charlie Hodgson 12 (P 2pd K) Lee Thomas 5 (P) | Kingsholm Stadium, Gloucester Widzów: 13466 Sędzia: Martin Fox |
| 14 lutego 200915:00 | Brent Cockbain · Lee Thomas                                                 | 24:17(8:17) |                                               | Kingsholm Stadium, Gloucester Widzów: 13466 Sędzia: Martin Fox |

| 14 lutego 200915:00 | Northampton Saints                        | 20:15(8:9) | Saracens                | Franklin’s Gardens, Northampton Widzów: 13153 Sędzia: Greg Garner |
| 14 lutego 200915:00 | Bruce Reihana 5 (P) Stephen Myler 15 (5K) | 20:15(8:9) | Glen Jackson 15 (dg 4K) | Franklin’s Gardens, Northampton Widzów: 13153 Sędzia: Greg Garner |

| 14 lutego 200915:00 | Worcester Warriors                                                              | 17:34(14:10) | Bath                                                             | Sixways Stadium, Worcester Widzów: 10096 Sędzia: Dean Richards |
| 14 lutego 200915:00 | Chris Latham 5 (P) Joe Carlisle 4 (2pd) Loki Crichton 5 (P) Willie Walker 3 (K) | 17:34(14:10) | Andrew Higgins 15 (3P) Butch James 14 (4pd 2K) Joe Maddock 5 (P) | Sixways Stadium, Worcester Widzów: 10096 Sędzia: Dean Richards |

| 15 lutego 200917:00 | London Wasps                                                                            | 36:29(23:14) | Leicester Tigers                                                                                     | Adams Park, High Wycombe Widzów: 9581 Sędzia: Dave Pearson |
| 15 lutego 200917:00 | Chris Bishay 5 (P) Danny Cipriani 21 (3pd 5K) John Hart 5 (P) Serge Betsen Tchoua 5 (P) | 36:29(23:14) | Johne Murphy 5 (P) Jordan Crane 5 (P) Julien Dupuy 7 (2pd K) Sam Vesty 7 (P pd) Scott Hamilton 5 (P) | Adams Park, High Wycombe Widzów: 9581 Sędzia: Dave Pearson |
| 15 lutego 200917:00 | Dan Leo · Rob Webber                                                                    | 36:29(23:14) | Alesana Tuilagi                                                                                      | Adams Park, High Wycombe Widzów: 9581 Sędzia: Dave Pearson |

| 20 lutego 200919:45 | Sale Sharks | 32:13(13:6) | Bristol                                      | Edgeley Park, Stockport Widzów: 8605 Sędzia: JP Doyle |
| 20 lutego 200919:45 | Charlie Hodgson 12 (3pd 2K) Eifion Lewis-Roberts 5 (P) Juan Martín Fernández Lobbe 5 (P) Neil Briggs 5 (P) Nick MacLeod 5 (P) | 32:13(13:6) | Adrian Jarvis 8 (pd 2K) Dan Ward-Smith 5 (P) | Edgeley Park, Stockport Widzów: 8605 Sędzia: JP Doyle |

| 20 lutego 200920:00 | Newcastle Falcons                 | 13:9(3:9) | Saracens            | Kingston Park, Newcastle upon Tyne Widzów: 6204 Sędzia: Wayne Barnes |
| 20 lutego 200920:00 | John Rudd 5 (P) Tom May 8 (pd 2K) | 13:9(3:9) | Glen Jackson 9 (3K) | Kingston Park, Newcastle upon Tyne Widzów: 6204 Sędzia: Wayne Barnes |
| 20 lutego 200920:00 | John Rudd                         | 13:9(3:9) | Justin Marshall     | Kingston Park, Newcastle upon Tyne Widzów: 6204 Sędzia: Wayne Barnes |

| 21 lutego 200914:15 | Bath                                                                          | 20:20(17:0) | London Irish                                                                        | The Recreation Ground, Bath Widzów: 10600 Sędzia: Chris White |
| 21 lutego 200914:15 | Butch James 5 (pd K) Joe Maddock 5 (P) Matt Banahan 5 (P) Stuart Hooper 5 (P) | 20:20(17:0) | Adam Thompstone 5 (P) Seilala Mapusua 5 (P) Shane Geraghty 5 (pd K) Topsy Ojo 5 (P) | The Recreation Ground, Bath Widzów: 10600 Sędzia: Chris White |

| 21 lutego 200914:45 | Harlequins                                                 | 14:9(7:6) | Gloucester          | Twickenham Stoop, Londyn Widzów: 12638 Sędzia: Dave Pearson |
| 21 lutego 200914:45 | Chris Malone 2 (pd) Nick Evans 7 (P pd) Tom Williams 5 (P) | 14:9(7:6) | Olly Barkley 9 (3K) | Twickenham Stoop, Londyn Widzów: 12638 Sędzia: Dave Pearson |

| 21 lutego 200915:00 | Leicester Tigers | 38:5(17:0) | Worcester Warriors          | Welford Road, Leicester Widzów: 17081 Sędzia: Romain Poite |
| 21 lutego 200915:00 | Alesana Tuilagi 5 (P) Ben Youngs 5 (P) Julien Dupuy 7 (2pd K) Marcos Ayerza 5 (P) Matt Smith 5 (P) Sam Vesty 11 (P 3pd) | 38:5(17:0) | Will Bowley 5 (P)           | Welford Road, Leicester Widzów: 17081 Sędzia: Romain Poite |
| 21 lutego 200915:00 | Julian White | 38:5(17:0) | Aleki Lutui · Pat Sanderson | Welford Road, Leicester Widzów: 17081 Sędzia: Romain Poite |

| 22 lutego 200915:00 | London Wasps          | 9:5(6:0) | Northampton Saints | Adams Park, High Wycombe Widzów: 10000 Sędzia: Rob Debney |
| 22 lutego 200915:00 | Danny Cipriani 9 (3K) | 9:5(6:0) | Ben Foden 5 (P)    | Adams Park, High Wycombe Widzów: 10000 Sędzia: Rob Debney |

| 28 lutego 200915:00 | Gloucester | 36:27(23:17) | Bath                                                             | Kingsholm Stadium, Gloucester Widzów: 16121 Sędzia: Wayne Barnes |
| 28 lutego 200915:00 | Carlos Spencer 5 (pd K) Charlie Sharples 5 (P) James Simpson-Daniel 10 (2P) Olly Barkley 11 (pd 3K) Rory Lawson 5 (P) | 36:27(23:17) | Andrew Higgins 5 (P) Butch James 12 (3pd 2K) Rob Hawkins 10 (2P) | Kingsholm Stadium, Gloucester Widzów: 16121 Sędzia: Wayne Barnes |
| 28 lutego 200915:00 | Anthony Allen · Nick Wood                                                                                             | 36:27(23:17) | Alex Crockett · Alex Crockett                                    | Kingsholm Stadium, Gloucester Widzów: 16121 Sędzia: Wayne Barnes |

| 28 lutego 200915:00 | Northampton Saints                                           | 13:19(10:19) | Newcastle Falcons                                          | Franklin’s Gardens, Northampton Widzów: 12908 Sędzia: Dean Richards |
| 28 lutego 200915:00 | Barry Everitt 3 (K) Paul Diggin 5 (P) Stephen Myler 5 (pd K) | 13:19(10:19) | Danny Williams 5 (P) Jonny Golding 5 (P) Tom May 9 (P 2pd) | Franklin’s Gardens, Northampton Widzów: 12908 Sędzia: Dean Richards |

| 28 lutego 200915:00 | Worcester Warriors                         | 13:12(7:9) | London Wasps           | Sixways Stadium, Worcester Widzów: 9543 Sędzia: Martin Fox |
| 28 lutego 200915:00 | Alex Grove 5 (P) Willie Walker 8 (pd dg K) | 13:12(7:9) | Danny Cipriani 12 (4K) | Sixways Stadium, Worcester Widzów: 9543 Sędzia: Martin Fox |

| 1 marca 200913:00 | London Irish                                                                                      | 28:31(8:21) | Leicester Tigers                                                | Madejski Stadium, Reading Widzów: 12104 Sędzia: Dave Pearson |
| 1 marca 200913:00 | Sailosi Tagicakibau 5 (P) Seilala Mapusua 5 (P) Shane Geraghty 8 (pd 2K) Steffon Armitage 10 (2P) | 28:31(8:21) | Julien Dupuy 16 (2pd 4K) Marcos Ayerza 5 (P) Matt Smith 10 (2P) | Madejski Stadium, Reading Widzów: 12104 Sędzia: Dave Pearson |

| 1 marca 200915:00 | Bristol                           | 14:17(7:5) | Harlequins                                                                | Memorial Stadium, Bristol Widzów: 5005 Sędzia: Chris White |
| 1 marca 200915:00 | Ed Barnes 4 (2pd) Neil Brew 5 (P) | 14:17(7:5) | Chris Malone 2 (pd) David Strettle 5 (P) Gary Botha 5 (P) Ugo Monye 5 (P) | Memorial Stadium, Bristol Widzów: 5005 Sędzia: Chris White |
| 1 marca 200915:00 | Darren Crompton                   | 14:17(7:5) | Ceri Jones                                                                | Memorial Stadium, Bristol Widzów: 5005 Sędzia: Chris White |

| 1 marca 200915:00 | Saracens                                                    | 24:23(14:10) | Sale Sharks                                    | Vicarage Road, Watford Widzów: 8311 Sędzia: Tim Wigglesworth |
| 1 marca 200915:00 | Glen Jackson 14 (pd dg 3K) Nick Lloyd 5 (P) Noah Cato 5 (P) | 24:23(14:10) | Dean Schofield 10 (2P) Lee Thomas 13 (P pd 2K) | Vicarage Road, Watford Widzów: 8311 Sędzia: Tim Wigglesworth |

| 7 marca 200914:15 | Bath                                                                                 | 45:8(17:8) | Bristol                            | The Recreation Ground, Bath Widzów: 10600 Sędzia: David Rose |
| 7 marca 200914:15 | Alex Crockett 10 (2P) Butch James 15 (6pd K) Daniel Browne 5 (P) Joe Maddock 10 (2P) | 45:8(17:8) | Ed Barnes 3 (K) Lee Robinson 5 (P) | The Recreation Ground, Bath Widzów: 10600 Sędzia: David Rose |
| 7 marca 200914:15 | Haydn Thomas · Lee Robinson                                                          | 45:8(17:8) |                                    | The Recreation Ground, Bath Widzów: 10600 Sędzia: David Rose |

| 7 marca 200914:45 | Leicester Tigers                           | 24:10(12:10) | Gloucester                               | Welford Road, Leicester Widzów: 17498 Sędzia: Wayne Barnes |
| 7 marca 200914:45 | Geordan Murphy 3 (dg) Julien Dupuy 21 (7K) | 24:10(12:10) | Iain Balshaw 5 (P) Olly Barkley 5 (pd K) | Welford Road, Leicester Widzów: 17498 Sędzia: Wayne Barnes |
| 7 marca 200914:45 | Alex Brown · Rory Lawson                   | 24:10(12:10) |                                          | Welford Road, Leicester Widzów: 17498 Sędzia: Wayne Barnes |

| 7 marca 200915:00 | Harlequins                                              | 21:15(13:10) | Saracens                                                             | Twickenham Stoop, Londyn Widzów: 12638 Sędzia: Andrew Small |
| 7 marca 200915:00 | Ceri Jones 5 (P) Danny Care 5 (P) Nick Evans 11 (pd 3K) | 21:15(13:10) | Glen Jackson 5 (pd K) Richard Haughton 5 (P) Wikus van Heerden 5 (P) | Twickenham Stoop, Londyn Widzów: 12638 Sędzia: Andrew Small |

| 7 marca 200915:00 | Worcester Warriors    | 12:22(3:15) | Northampton Saints                                                          | Sixways Stadium, Worcester Widzów: 10319 Sędzia: JP Doyle |
| 7 marca 200915:00 | Willie Walker 12 (4K) | 12:22(3:15) | Barry Everitt 7 (2pd K) Joe Ansbro 5 (P) Paul Diggin 5 (P) Scott Gray 5 (P) | Sixways Stadium, Worcester Widzów: 10319 Sędzia: JP Doyle |
| 7 marca 200915:00 | Scott Gray            | 12:22(3:15) |                                                                             | Sixways Stadium, Worcester Widzów: 10319 Sędzia: JP Doyle |

| 8 marca 200913:15 | Sale Sharks                                  | 25:32(16:11) | Newcastle Falcons                                                                                | Edgeley Park, Stockport Widzów: 7907 Sędzia: Sean Davey |
| 8 marca 200913:15 | Charlie Hodgson 20 (pd 6K) Neil Briggs 5 (P) | 25:32(16:11) | Andy Fenby 5 (P) Brent Wilson 5 (P) Danny Williams 5 (P) Jonny Golding 5 (P) Tom May 12 (3pd 2K) | Edgeley Park, Stockport Widzów: 7907 Sędzia: Sean Davey |
| 8 marca 200913:15 | Tim Swinson                                  | 25:32(16:11) |                                                                                                  | Edgeley Park, Stockport Widzów: 7907 Sędzia: Sean Davey |

| 8 marca 200915:30 | London Wasps                                | 21:16(13:6) | London Irish                                    | Adams Park, High Wycombe Widzów: 9525 Sędzia: Romain Poite |
| 8 marca 200915:30 | Danny Cipriani 11 (pd 3K) Pat Barnard 5 (P) | 21:16(13:6) | Adam Thompstone 5 (P) Shane Geraghty 11 (pd 3K) | Adams Park, High Wycombe Widzów: 9525 Sędzia: Romain Poite |
| 8 marca 200915:30 | Declan Danaher                              | 21:16(13:6) |                                                 | Adams Park, High Wycombe Widzów: 9525 Sędzia: Romain Poite |

| 13 marca 200919:45 | Bristol                                                 | 17:23(14:7) | Leicester Tigers                                                          | Memorial Stadium, Bristol Widzów: 6037 Sędzia: Greg Garner |
| 13 marca 200919:45 | David Lemi 5 (P) Ed Barnes 7 (2pd K) Luke Arscott 5 (P) | 17:23(14:7) | Dan Cole 5 (P) Dan Hipkiss 5 (P) Julien Dupuy 2 (pd) Sam Vesty 11 (pd 3K) | Memorial Stadium, Bristol Widzów: 6037 Sędzia: Greg Garner |

| 14 marca 200915:00 | Gloucester                                                                  | 24:22(13:13) | London Wasps                                  | Kingsholm Stadium, Gloucester Widzów: 15249 Sędzia: Sean Davey |
| 14 marca 200915:00 | Akapusi Qera 5 (P) Iain Balshaw 5 (P) Olly Barkley 9 (3K) Olly Morgan 5 (P) | 24:22(13:13) | Dave Walder 17 (pd 5K) Lachlan Mitchell 5 (P) | Kingsholm Stadium, Gloucester Widzów: 15249 Sędzia: Sean Davey |
| 14 marca 200915:00 | Serge Betsen Tchoua                                                         | 24:22(13:13) |                                               | Kingsholm Stadium, Gloucester Widzów: 15249 Sędzia: Sean Davey |

| 14 marca 200915:00 | Northampton Saints | 38:3(19:3) | Sale Sharks            | Franklin’s Gardens, Northampton Widzów: 13250 Sędzia: Dean Richards |
| 14 marca 200915:00 | Barry Everitt 14 (pd 4K) Ben Foden 5 (P) James Downey 5 (P) Paul Diggin 5 (P) Roger Wilson 5 (P) Stephen Myler 4 (2pd) | 38:3(19:3) | Charlie Hodgson 3 (dg) | Franklin’s Gardens, Northampton Widzów: 13250 Sędzia: Dean Richards |
| 14 marca 200915:00 | David Doherty | 38:3(19:3) |                        | Franklin’s Gardens, Northampton Widzów: 13250 Sędzia: Dean Richards |

| 15 marca 200913:00 | London Irish | 38:17(18:10) | Worcester Warriors                              | Madejski Stadium, Reading Widzów: 8434 Sędzia: Tim Wigglesworth |
| 15 marca 200913:00 | Chris Halaʻufia 5 (P) Clarke Dermody 5 (P) James Hudson 5 (P) Richard Thorpe 5 (P) Seilala Mapusua 5 (P) Tom Homer 13 (2pd 3K) | 38:17(18:10) | Greg Rawlinson 5 (P) Willie Walker 12 (P 2pd K) | Madejski Stadium, Reading Widzów: 8434 Sędzia: Tim Wigglesworth |

| 15 marca 200913:00 | Newcastle Falcons                     | 24:16(11:9) | Harlequins                            | Kingston Park, Newcastle upon Tyne Widzów: 7705 Sędzia: Martin Fox |
| 15 marca 200913:00 | Tim Visser 5 (P) Tom May 19 (P pd 4K) | 24:16(11:9) | Mike Brown 7 (P pd) Nick Evans 9 (3K) | Kingston Park, Newcastle upon Tyne Widzów: 7705 Sędzia: Martin Fox |

| 15 marca 200913:00 | Saracens                                                | 20:16(5:16) | Bath                                       | Vicarage Road, Watford Widzów: 8092 Sędzia: Chris White |
| 15 marca 200913:00 | Alex Walker 5 (P) Don Barrell 5 (P) Rodd Penney 10 (2P) | 20:16(5:16) | Alex Crockett 5 (P) Butch James 11 (pd 3K) | Vicarage Road, Watford Widzów: 8092 Sędzia: Chris White |
| 15 marca 200913:00 | Kris Chesney                                            | 20:16(5:16) |                                            | Vicarage Road, Watford Widzów: 8092 Sędzia: Chris White |

| 21 marca 200913:30 | Bath                                                                              | 36:25(22:7) | Newcastle Falcons                                                        | The Recreation Ground, Bath Widzów: 10600 Sędzia: Andrew Small |
| 21 marca 200913:30 | Andy Beattie 5 (P) Butch James 19 (2pd 5K) Joe Maddock 10 (2P) Shaun Berne 2 (pd) | 36:25(22:7) | Andy Fenby 5 (P) Brent Wilson 5 (P) Tim Visser 5 (P) Tom May 10 (2pd 2K) | The Recreation Ground, Bath Widzów: 10600 Sędzia: Andrew Small |
| 21 marca 200913:30 | Butch James                                                                       | 36:25(22:7) |                                                                          | The Recreation Ground, Bath Widzów: 10600 Sędzia: Andrew Small |

| 21 marca 200914:45 | Leicester Tigers | 46:16 | Saracens                                                        | Welford Road, Leicester Widzów: 16328 Sędzia: David Rose |
| 21 marca 200914:45 | Dan Hipkiss 5 (P) Derick Hougaard 7 (2pd K) Julien Dupuy 5 (pd K) Louis Deacon 5 (P) Sam Vesty 4 (2pd) Scott Hamilton 10 (2P) Tom Varndell 5 (P) | 46:16 | Chris Wyles 5 (P) Glen Jackson 8 (pd 2K) Justin Marshall 3 (dg) | Welford Road, Leicester Widzów: 16328 Sędzia: David Rose |

| 22 marca 200914:30 | London Irish                                | 32:27(16:15) | Northampton Saints                                                | Madejski Stadium, Reading Widzów: 21295 Sędzia: Sean Davey |
| 22 marca 200914:30 | Adam Thompstone 5 (P) Tom Homer 22 (2pd 6K) | 32:27(16:15) | Barry Everitt 5 (pd K) Bruce Reihana 17 (P 4K) Roger Wilson 5 (P) | Madejski Stadium, Reading Widzów: 21295 Sędzia: Sean Davey |
| 22 marca 200914:30 | Peter Richards · Steffon Armitage           | 32:27(16:15) | Courtney Lawes                                                    | Madejski Stadium, Reading Widzów: 21295 Sędzia: Sean Davey |

| 22 marca 200915:00 | Harlequins                                                                                      | 38:20(12:12) | Sale Sharks               | Twickenham Stoop, Londyn Widzów: 11592 Sędzia: Chris White |
| 22 marca 200915:00 | Chris Malone 18 (3pd 4K) De Wet Barry 5 (P) Gary Botha 5 (P) Seb Stegmann 5 (P) Tom Guest 5 (P) | 38:20(12:12) | Charlie Hodgson 20 (P 5K) | Twickenham Stoop, Londyn Widzów: 11592 Sędzia: Chris White |
| 22 marca 200915:00 | Rudi Keil                                                                                       | 38:20(12:12) |                           | Twickenham Stoop, Londyn Widzów: 11592 Sędzia: Chris White |

| 22 marca 200915:00 | London Wasps                                                                        | 21:19 | Bristol                                                 | Adams Park, High Wycombe Widzów: 8498 Sędzia: Dean Richards |
| 22 marca 200915:00 | Charlie Beech 5 (P) Danny Cipriani 9 (3K) Dave Walder 2 (pd) Lachlan Mitchell 5 (P) | 21:19 | David Lemi 5 (P) Ed Barnes 4 (2pd) Lee Robinson 10 (2P) | Adams Park, High Wycombe Widzów: 8498 Sędzia: Dean Richards |
| 22 marca 200915:00 | Roy Winters                                                                         | 21:19 |                                                         | Adams Park, High Wycombe Widzów: 8498 Sędzia: Dean Richards |

| 22 marca 200915:00 | Worcester Warriors                       | 14:10(14:10) | Gloucester              | Sixways Stadium, Worcester Widzów: 12024 Sędzia: Dave Pearson |
| 22 marca 200915:00 | Marcel Garvey 5 (P) Willie Walker 9 (3K) | 14:10(14:10) | Carlos Spencer 5 (pd K) | Sixways Stadium, Worcester Widzów: 12024 Sędzia: Dave Pearson |

| 27 marca 200919:45 | Sale Sharks                                                                     | 23:16(15:3) | Bath                                                            | Edgeley Park, Stockport Widzów: 9808 Sędzia: Sean Davey |
| 27 marca 200919:45 | Charlie Hodgson 13 (P pd 2K) Juan Martín Fernández Lobbe 5 (P) Mark Cueto 5 (P) | 23:16(15:3) | Jack Cuthbert 2 (pd) Jonny Faʻamatuainu 5 (P) Ryan Davis 9 (3K) | Edgeley Park, Stockport Widzów: 9808 Sędzia: Sean Davey |
| 27 marca 200919:45 | Sebastien Bruno                                                                 | 23:16(15:3) | Jonny Fa'ʻamatuainu                                             | Edgeley Park, Stockport Widzów: 9808 Sędzia: Sean Davey |

| 27 marca 200920:00 | Newcastle Falcons                       | 14:10 | Leicester Tigers                     | Kingston Park, Newcastle upon Tyne Widzów: 7614 Sędzia: Chris White |
| 27 marca 200920:00 | Tane Tuʻipulotu 5 (P) Tom May 9 (dg 2K) | 14:10 | Ben Youngs 5 (P) Toby Flood 5 (pd K) | Kingston Park, Newcastle upon Tyne Widzów: 7614 Sędzia: Chris White |

| 29 marca 200912:30 | Bristol | 37:18(17:7) | Worcester Warriors                                               | Memorial Stadium, Bristol Widzów: 5403 Sędzia: Wayne Barnes |
| 29 marca 200912:30 | Alifatu Junior Fatialofa 5 (P) Ed Barnes 4 (2pd) Haydn Thomas 5 (P) Lee Robinson 10 (2P) Mariano Sambucetti 5 (P) Tom Arscott 8 (P dg) | 37:18(17:7) | Dale Rasmussen 5 (P) Kai Horstmann 5 (P) Willie Walker 8 (pd 2K) | Memorial Stadium, Bristol Widzów: 5403 Sędzia: Wayne Barnes |

| 29 marca 200914:30 | Saracens                                               | 19:14(12:6) | London Wasps                          | Vicarage Road, Watford Widzów: 16257 Sędzia: Andrew Small |
| 29 marca 200914:30 | Francisco Leonelli Morey 5 (P) Glen Jackson 14 (pd 4K) | 19:14(12:6) | Danny Cipriani 9 (3K) Tom Voyce 5 (P) | Vicarage Road, Watford Widzów: 16257 Sędzia: Andrew Small |

| 1 kwietnia 200919:45 | Harlequins | 60:14(19:7) | Worcester Warriors                                                                | Twickenham Stoop, Londyn Widzów: 10446 Sędzia: David Rose |
| 1 kwietnia 200919:45 | Chris Malone 4 (2pd) Chris Robshaw 5 (P) Danny Care 5 (P) Jordan Turner-Hall 5 (P) Mike Brown 5 (P) Nick Easter 15 (3P) Tani Fuga 5 (P) Tom Williams 5 (P) Ugo Monye 5 (P) Waisea Luveniyali 6 (3pd) | 60:14(19:7) | Charlie Fellows 5 (P) Joe Carlisle 2 (pd) Loki Crichton 2 (pd) Shaun Ruwers 5 (P) | Twickenham Stoop, Londyn Widzów: 10446 Sędzia: David Rose |
| 1 kwietnia 200919:45 | Chris Fortey · Graham Kitchener | 60:14(19:7) |                                                                                   | Twickenham Stoop, Londyn Widzów: 10446 Sędzia: David Rose |

| 1 kwietnia 200920:00 | Bath                                            | 22:14(9:11) | London Wasps                                                  | The Recreation Ground, Bath Widzów: 10600 Sędzia: Rob Debney |
| 1 kwietnia 200920:00 | Butch James 17 (pd 5K) Jonny Faʻamatuainu 5 (P) | 22:14(9:11) | Danny Cipriani 6 (2K) Jeremy Staunton 3 (K) Riki Flutey 5 (P) | The Recreation Ground, Bath Widzów: 10600 Sędzia: Rob Debney |

| 4 kwietnia 200914:45 | Bath              | 3:19(3:10) | Harlequins                                | The Recreation Ground, Bath Widzów: 10600 Sędzia: Dave Pearson |
| 4 kwietnia 200914:45 | Butch James 3 (K) | 3:19(3:10) | Chris Malone 11 (pd 3K) Danny Care 3 (dg) | The Recreation Ground, Bath Widzów: 10600 Sędzia: Dave Pearson |
| 4 kwietnia 200914:45 | Mike Ross         | 3:19(3:10) |                                           | The Recreation Ground, Bath Widzów: 10600 Sędzia: Dave Pearson |

| 4 kwietnia 200915:00 | London Irish | 38:21(16:7) | Bristol                                                                    | Madejski Stadium, Reading Widzów: 11262 Sędzia: Nigel Owens |
| 4 kwietnia 200915:00 | Adam Thompstone 10 (2P) Delon Armitage 2 (pd) Nick Kennedy 10 (2P) Paul Hodgson 5 (P) Steffon Armitage 5 (P) Tom Homer 6 (2K) | 38:21(16:7) | David Lemi 5 (P) Luke Eves 5 (P) Scott Linklater 5 (P) Tom Arscott 6 (3pd) | Madejski Stadium, Reading Widzów: 11262 Sędzia: Nigel Owens |
| 4 kwietnia 200915:00 | Chris Halaʻufia | 38:21(16:7) |                                                                            | Madejski Stadium, Reading Widzów: 11262 Sędzia: Nigel Owens |

| 4 kwietnia 200915:00 | Northampton Saints                                                                                          | 40:22(23:19) | Gloucester                                                                              | Franklin’s Gardens, Northampton Widzów: 13426 Sędzia: Andrew Small |
| 4 kwietnia 200915:00 | Barry Everitt 4 (2pd) Bruce Reihana 5 (P) Dylan Hartley 5 (P) Paul Diggin 10 (2P) Stephen Myler 16 (2pd 4K) | 40:22(23:19) | Mark Foster 5 (P) Nick Wood 5 (P) Olly Barkley 3 (K) Ryan Lamb 4 (2pd) Will James 5 (P) | Franklin’s Gardens, Northampton Widzów: 13426 Sędzia: Andrew Small |
| 4 kwietnia 200915:00 | Andy Hazell                                                                                                 | 40:22(23:19) |                                                                                         | Franklin’s Gardens, Northampton Widzów: 13426 Sędzia: Andrew Small |

| 4 kwietnia 200915:00 | Worcester Warriors                                            | 22:8(6:0) | Saracens                              | Sixways Stadium, Worcester Widzów: 10118 Sędzia: Chris White |
| 4 kwietnia 200915:00 | Alex Grove 5 (P) Matt Jones 3 (K) Willie Walker 14 (pd dg 3K) | 22:8(6:0) | David Seymour 5 (P) Gordon Ross 3 (K) | Sixways Stadium, Worcester Widzów: 10118 Sędzia: Chris White |
| 4 kwietnia 200915:00 | Graham Kitchener                                              | 22:8(6:0) |                                       | Sixways Stadium, Worcester Widzów: 10118 Sędzia: Chris White |

| 4 kwietnia 200917:00 | Leicester Tigers                                                                                         | 37:31(17:15) | Sale Sharks                                                      | Welford Road, Leicester Widzów: 17498 Sędzia: Wayne Barnes |
| 4 kwietnia 200917:00 | Alesana Tuilagi 5 (P) Dan Hipkiss 5 (P) Sam Vesty 7 (P pd) Scott Hamilton 10 (2P) Toby Flood 10 (2pd 2K) | 37:31(17:15) | Charlie Hodgson 16 (2pd 4K) Mark Cueto 10 (2P) Neil Briggs 5 (P) | Welford Road, Leicester Widzów: 17498 Sędzia: Wayne Barnes |
| 4 kwietnia 200917:00 | Julian White                                                                                             | 37:31(17:15) |                                                                  | Welford Road, Leicester Widzów: 17498 Sędzia: Wayne Barnes |

| 5 kwietnia 200915:00 | London Wasps              | 12:6(12:6) | Newcastle Falcons | Adams Park, High Wycombe Widzów: 9740 Sędzia: Dean Richards |
| 5 kwietnia 200915:00 | Danny Cipriani 12 (dg 3K) | 12:6(12:6) | Tom May 6 (2K)    | Adams Park, High Wycombe Widzów: 9740 Sędzia: Dean Richards |

| 17 kwietnia 200919:45 | Sale Sharks                                                                               | 28:6(7:3) | Harlequins                                   | Edgeley Park, Stockport Widzów: 9579 Sędzia: Wayne Barnes |
| 17 kwietnia 200919:45 | Charlie Hodgson 8 (4pd) Richard Wigglesworth 5 (P) Rudi Keil 5 (P) Sebastien Chabal 5 (P) | 28:6(7:3) | Andy Gomarsall 3 (K) Waisea Luveniyali 3 (K) | Edgeley Park, Stockport Widzów: 9579 Sędzia: Wayne Barnes |
| 17 kwietnia 200919:45 | Oriol Ripol Fortuny                                                                       | 28:6(7:3) | Mike Ross                                    | Edgeley Park, Stockport Widzów: 9579 Sędzia: Wayne Barnes |

| 18 kwietnia 200915:00 | Northampton Saints                                              | 21:17(21:8) | London Irish                                     | Franklin’s Gardens, Northampton Widzów: 13405 Sędzia: Dave Pearson |
| 18 kwietnia 200915:00 | Juandre Kruger 5 (P) Lee Dickson 5 (P) Stephen Myler 11 (pd 3K) | 21:17(21:8) | Delon Armitage 12 (4K) Sailosi Tagicakibau 5 (P) | Franklin’s Gardens, Northampton Widzów: 13405 Sędzia: Dave Pearson |
| 18 kwietnia 200915:00 | Declan Danaher                                                  | 21:17(21:8) |                                                  | Franklin’s Gardens, Northampton Widzów: 13405 Sędzia: Dave Pearson |

| 19 kwietnia 200915:00 | Bristol                                                     | 18:36 | London Wasps                                                                                | Memorial Stadium, Bristol Widzów: 6508 Sędzia: JP Doyle |
| 19 kwietnia 200915:00 | Ed Barnes 8 (pd 2K) James Phillips 5 (P) Lee Robinson 5 (P) | 18:36 | Danny Cipriani 16 (P 4pd K) Joe Simpson 10 (2P) Josh Lewsey 5 (P) Serge Betsen Tchoua 5 (P) | Memorial Stadium, Bristol Widzów: 6508 Sędzia: JP Doyle |

| 19 kwietnia 200915:00 | Saracens                                              | 13:16(10:8) | Leicester Tigers                                          | Vicarage Road, Watford Widzów: 11275 Sędzia: David Rose |
| 19 kwietnia 200915:00 | Francisco Leonelli Morey 5 (P) Glen Jackson 8 (pd 2K) | 13:16(10:8) | Ayoola Erinle 5 (P) Sam Vesty 6 (2K) Scott Hamilton 5 (P) | Vicarage Road, Watford Widzów: 11275 Sędzia: David Rose |

| 19 kwietnia 200915:45 | Newcastle Falcons                                        | 14:15(14:0) | Bath                                                             | Kingston Park, Newcastle upon Tyne Widzów: 7804 Sędzia: Andrew Small |
| 19 kwietnia 200915:45 | Danny Williams 5 (P) Michael Young 5 (P) Tom May 4 (2pd) | 14:15(14:0) | Michael Claassens 5 (P) Ryan Davis 5 (pd K) Shontayne Hape 5 (P) | Kingston Park, Newcastle upon Tyne Widzów: 7804 Sędzia: Andrew Small |

| 21 kwietnia 200919:30 | Gloucester                     | 6:13(3:13) | Worcester Warriors                         | Kingsholm Stadium, Gloucester Widzów: 14035 Sędzia: Rob Debney |
| 21 kwietnia 200919:30 | Olly Barkley 6 (2K)            | 6:13(3:13) | Netani Talei 5 (P) Willie Walker 8 (pd 2K) | Kingsholm Stadium, Gloucester Widzów: 14035 Sędzia: Rob Debney |
| 21 kwietnia 200919:30 | Marco Bortolami · Scott Lawson | 6:13(3:13) | Greg Rawlinson · Tom Wood                  | Kingsholm Stadium, Gloucester Widzów: 14035 Sędzia: Rob Debney |

| 25 kwietnia 200915:00 | Bath                                                                             | 33:18(13:8) | Saracens                                                 | The Recreation Ground, Bath Widzów: 10600 Sędzia: Rob Debney |
| 25 kwietnia 200915:00 | Andrew Higgins 5 (P) Matt Banahan 5 (P) Peter Short 5 (P) Ryan Davis 18 (3pd 4K) | 33:18(13:8) | Chris Wyles 5 (P) Glen Jackson 8 (pd 2K) Noah Cato 5 (P) | The Recreation Ground, Bath Widzów: 10600 Sędzia: Rob Debney |
| 25 kwietnia 200915:00 | Andy Saull · Hugh Vyvyan · Tom Mercey                                            | 33:18(13:8) |                                                          | The Recreation Ground, Bath Widzów: 10600 Sędzia: Rob Debney |

| 25 kwietnia 200915:00 | Harlequins                                                                                     | 31:12(31:7) | Newcastle Falcons                                      | Twickenham Stoop, Londyn Widzów: 12638 Sędzia: Dean Richards |
| 25 kwietnia 200915:00 | Mike Brown 5 (P) Nick Easter 10 (2P) Tani Fuga 5 (P) Ugo Monye 5 (P) Waisea Luveniyali 6 (3pd) | 31:12(31:7) | Geoff Parling 5 (P) Hall Charlton 5 (P) Tom May 2 (pd) | Twickenham Stoop, Londyn Widzów: 12638 Sędzia: Dean Richards |
| 25 kwietnia 200915:00 | Steve Jones                                                                                    | 31:12(31:7) |                                                        | Twickenham Stoop, Londyn Widzów: 12638 Sędzia: Dean Richards |

| 25 kwietnia 200915:00 | Leicester Tigers | 73:3(33:3) | Bristol            | King Power Stadium, Leicester Widzów: 18816 Sędzia: Tim Wigglesworth |
| 25 kwietnia 200915:00 | Ayoola Erinle 5 (P) Ben Woods 5 (P) Dan Hipkiss 5 (P) Geordan Murphy 14 (2P 2pd) Johne Murphy 5 (P) Jordan Crane 5 (P) Julian White 5 (P) Julien Dupuy 8 (4pd) Sam Vesty 11 (P 3pd) Toby Flood 5 (P) Tom Varndell 5 (P) | 73:3(33:3) | Luke Arscott 3 (K) | King Power Stadium, Leicester Widzów: 18816 Sędzia: Tim Wigglesworth |
| 25 kwietnia 200915:00 | Matt Salter | 73:3(33:3) |                    | King Power Stadium, Leicester Widzów: 18816 Sędzia: Tim Wigglesworth |

| 25 kwietnia 200915:00 | London Wasps                                                                                            | 34:3(20:3) | Gloucester         | Adams Park, High Wycombe Widzów: 10000 Sędzia: Dave Pearson |
| 25 kwietnia 200915:00 | Danny Cipriani 10 (2pd 2K) Jeremy Staunton 4 (2pd) Riki Flutey 10 (2P) Simon Shaw 5 (P) Tom Voyce 5 (P) | 34:3(20:3) | Olly Barkley 3 (K) | Adams Park, High Wycombe Widzów: 10000 Sędzia: Dave Pearson |
| 25 kwietnia 200915:00 | Rob Webber                                                                                              | 34:3(20:3) | Charlie Sharples   | Adams Park, High Wycombe Widzów: 10000 Sędzia: Dave Pearson |

| 25 kwietnia 200915:00 | Sale Sharks | 24:18(5:10) | Northampton Saints                                        | Edgeley Park, Stockport Widzów: 9724 Sędzia: Chris White |
| 25 kwietnia 200915:00 | Charlie Hodgson 4 (2pd) Dean Schofield 5 (P) Eifion Lewis-Roberts 5 (P) Juan Martín Fernández Lobbe 5 (P) Mathew Tait 5 (P) | 24:18(5:10) | Neil Best 5 (P) Sean Lamont 5 (P) Stephen Myler 8 (pd 2K) | Edgeley Park, Stockport Widzów: 9724 Sędzia: Chris White |
| 25 kwietnia 200915:00 | Chris Ashton | 24:18(5:10) |                                                           | Edgeley Park, Stockport Widzów: 9724 Sędzia: Chris White |

| 25 kwietnia 200915:00 | Worcester Warriors                                          | 15:32(10:10) | London Irish | Sixways Stadium, Worcester Widzów: 11241 Sędzia: Andrew Small |
| 25 kwietnia 200915:00 | Chris Fortey 5 (P) George Crook 5 (P) Joe Carlisle 5 (pd K) | 15:32(10:10) | Adam Thompstone 5 (P) Chris Halaʻufia 5 (P) Declan Danaher 5 (P) Delon Armitage 7 (2pd K) Paul Hodgson 5 (P) Sailosi Tagicakibau 5 (P) | Sixways Stadium, Worcester Widzów: 11241 Sędzia: Andrew Small |

## Faza pucharowa
|  |                  |                  |              |              |   |                  |                  |       |
|  | Półfinał         | Półfinał         | Półfinał     |              |   | Finał            | Finał            | Finał |
|  | Półfinał         | Półfinał         | Półfinał     |              |   | Finał            | Finał            | Finał |
|  | 09 maja 2009     |                  |              |              |   |                  |                  |       |
|  |                  |                  |              |              |   |                  |                  |       |
|  | Leicester Tigers | Leicester Tigers | 24           |              |   |                  |                  |       |
|  | Leicester Tigers | Leicester Tigers | 24           | 16 maja 2009 |   |                  |                  |       |
|  | Bath             | Bath             | 10           |              |   |                  |                  |       |
|  | Bath             | Bath             | 10           |              |   | Leicester Tigers | Leicester Tigers | 10    |
|  | 09 maja 2009     |                  |              |              |   | Leicester Tigers | Leicester Tigers | 10    |
|  |                  |                  | London Irish | London Irish | 9 |                  |                  |       |
|  | Harlequins       | Harlequins       | London Irish | London Irish | 9 | 0                |                  |       |
|  | Harlequins       | Harlequins       |              |              |   |                  |                  |       |
|  | London Irish     | London Irish     | 17           |              |   |                  |                  |       |
|  | London Irish     | London Irish     | 17           |              |   |                  |                  |       |

| 9 maja 200915:00 | Leicester Tigers                                                           | 24:10(14:0) | Bath                                        | Walkers Stadium, Leicester Widzów: 18850 Sędzia: Dave Pearson |
| 9 maja 200915:00 | Dan Hipkiss 5 (P) Julien Dupuy 9 (3pd K) Lewis Moody 5 (P) Sam Vesty 5 (P) | 24:10(14:0) | Michael Claassens 5 (P) Stuart Hooper 5 (P) | Walkers Stadium, Leicester Widzów: 18850 Sędzia: Dave Pearson |

| 9 maja 200917:30 | Harlequins                                                  | 0:17(0:0) | London Irish | Twickenham Stoop, Londyn Widzów: 12638 Sędzia: Chris White |
| 9 maja 200917:30 | Delon Armitage 7 (2pd K) James Hudson 5 (P) Mike Catt 5 (P) | 0:17(0:0) |              | Twickenham Stoop, Londyn Widzów: 12638 Sędzia: Chris White |
| 9 maja 200917:30 | Sailosi Tagicakibau                                         | 0:17(0:0) |              | Twickenham Stoop, Londyn Widzów: 12638 Sędzia: Chris White |

| 16 maja 200917:30 | Leicester Tigers                         | 10:9(3:3) | London Irish                             | Twickenham Stadium Londyn Widzów: 81601 Sędzia: Wayne Barnes |
| 16 maja 200917:30 | Jordan Crane 5 (P) Julien Dupuy 5 (pd K) | 10:9(3:3) | Delon Armitage 6 (2K) Peter Hewat 3 (dg) | Twickenham Stadium Londyn Widzów: 81601 Sędzia: Wayne Barnes |
| 16 maja 200917:30 | Jordan Crane                             | 10:9(3:3) |                                          | Twickenham Stadium Londyn Widzów: 81601 Sędzia: Wayne Barnes |